# Pölkenstraße 11 (Quedlinburg)

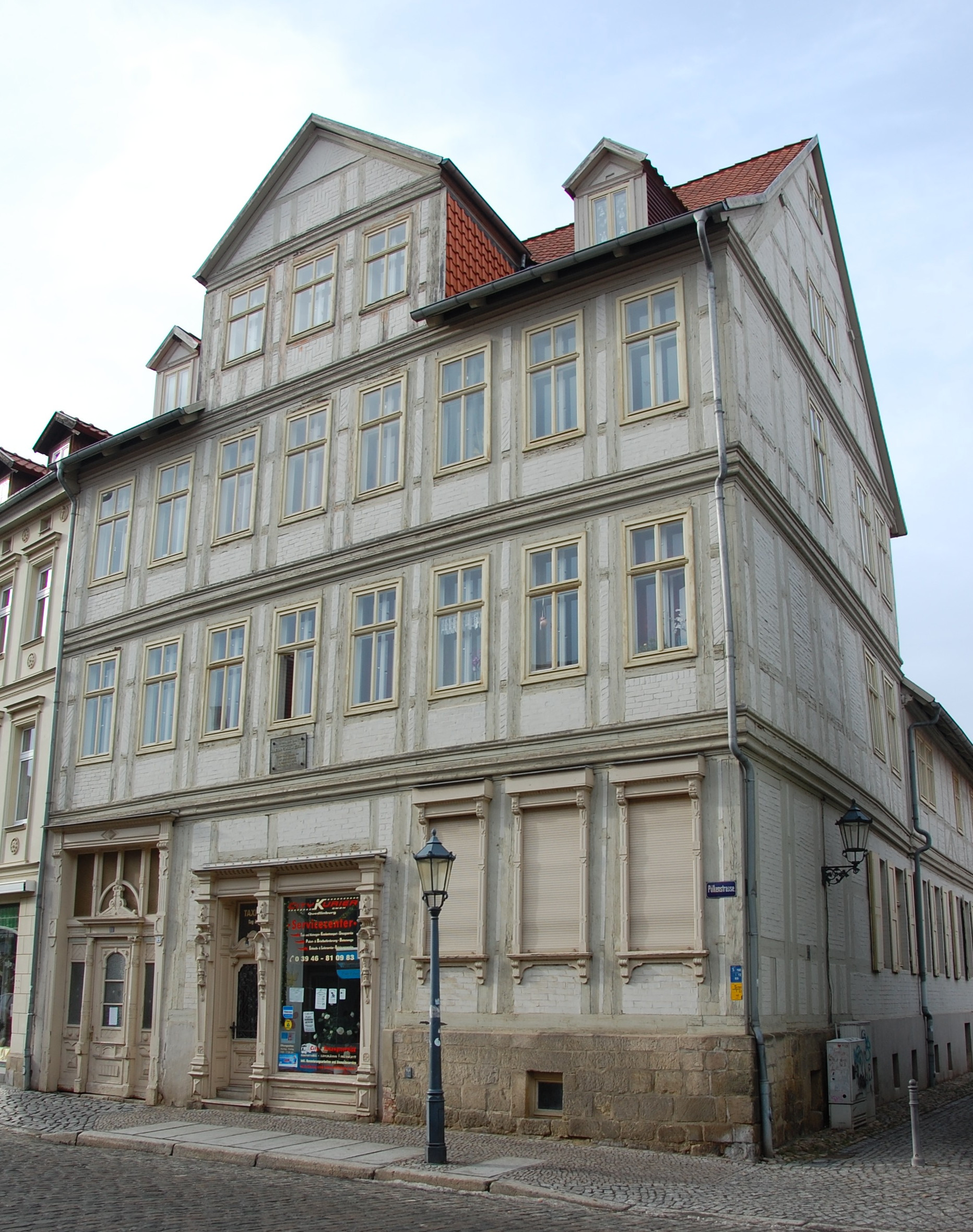
Haus Pölkenstraße 11

Das Haus Pölkenstraße 11  ist ein denkmalgeschütztes Gebäude in der Stadt Quedlinburg in Sachsen-Anhalt.

## Lage
Es befindet sich in der historischen Neustadt Quedlinburgs auf der Westseite der Pölkenstraße, auf der Südseite eines Durchgangs zur Straße Damm, und gehört zum UNESCO-Welterbe. Im Quedlinburger Denkmalverzeichnis ist das Gebäude als Kaufmannshof eingetragen.

## Architektur und Geschichte
Der Hof wird von einem großen straßenseitigen Wohnhaus dominiert. Das dreigeschossige repräsentative Fachwerkhaus wurde im Jahr 1711 errichtet. Die Gestaltung des Fachwerks war für die Zeit modern. So wurde schon ein Ständerrhythmus eingesetzt, die Gefache sind mit Ziegeln ausgemauert und es bestand eine einheitliche Farbgebung von Fachwerkelementen und Gefachen. Auch kragen die oberen Geschosse kaum noch vor. Es ist nach dem Haus Pölle 10 das erste in dieser Gestaltung errichtete, erhaltene Gebäude in Quedlinburg. Es verfügt zur Pölkenstraße hin über ein Zwerchhaus. In der Zeit um 1880 erfolgte ein Umbau des Erdgeschosses im Bereich der Pölkenstraße und der hofseitigen Flügel. Seit 1764 war es im Besitz des Heimatforschers und Bürgermeisters der Quedlinburger Neustadt Johann Andreas Wallmann (* 29. Januar 1716; † 13. Oktober 1789). Eine Gedenktafel für seinen hier geborenen Enkel, dem Theologen Johann Christian Wallmann, wurde 1911 am Haus angebracht.